# Scortati
Scortati è il secondo album discografico in studio del cantautore italiano Garbo, pubblicato nel 1982.

## Tracce
1. Scortati
2. Generazione
3. Moderni
4. Al tuo fianco
5. Vorrei regnare
6. Terre bianche
7. Dance citadine
8. Frontiere
9. Aufwiedersehen

## Formazione
- Garbo – voce, sintetizzatore
- Maurizio Gianni – chitarra
- Pietro Pellegrini – tastiera, sintetizzatore
- Flaviano Cuffari – batteria, percussioni
- Marco Colombo – chitarra
- Sergio Franzosi – tastiera
- Franco Testa – basso
- Matteo Fasolino – tastiera
- Alfredo Golino – batteria
- Giorgio Cocilovo – chitarra
- Giuseppe Pagani – sax, clarino